# Wunut (Mojoanyar)
Wunut is een bestuurslaag in het regentschap Mojokerto van de provincie Oost-Java, Indonesië. Wunut telt 2940 inwoners (volkstelling 2010).